# 安全容許濃度
安全容許濃度為確保勞工及人民的健康衛生與安全所產生。

## 安全容許濃度定義
有許許多多度害物質需要有特定的濃度標準下去做規範，主要是在保護暴露於有害物質作業環境下勞工的健康與安全，避免有害物質所引起的危害。

## 空氣中有害物質的安全容許濃度
依照中華民國「勞工作業環境空氣中有害物容許濃度標準」第十一條下去制定。
此標準依中華民國勞工安全衛生法第五條訂定，在保護勞工，避免因原料、材料、氣體、蒸氣、粉塵、溶劑……等引起之危害。

## 飲用水的安全容許濃度
飲用水的安全容許濃度是由美國環境代辦處的標準(EPA)下去訂定。
主要是保護人民飲用水的衛生與安全的安全規範。